# Brachyphymus vylderi
Brachyphymus vylderi is een rechtvleugelig insect uit de familie veldsprinkhanen (Acrididae). De wetenschappelijke naam van deze soort is voor het eerst geldig gepubliceerd in 1876 door Stål.
1. ↑  (en) Brachyphymus vylderi op de IUCN Red List of Threatened Species.